# مؤسسه دانش هند

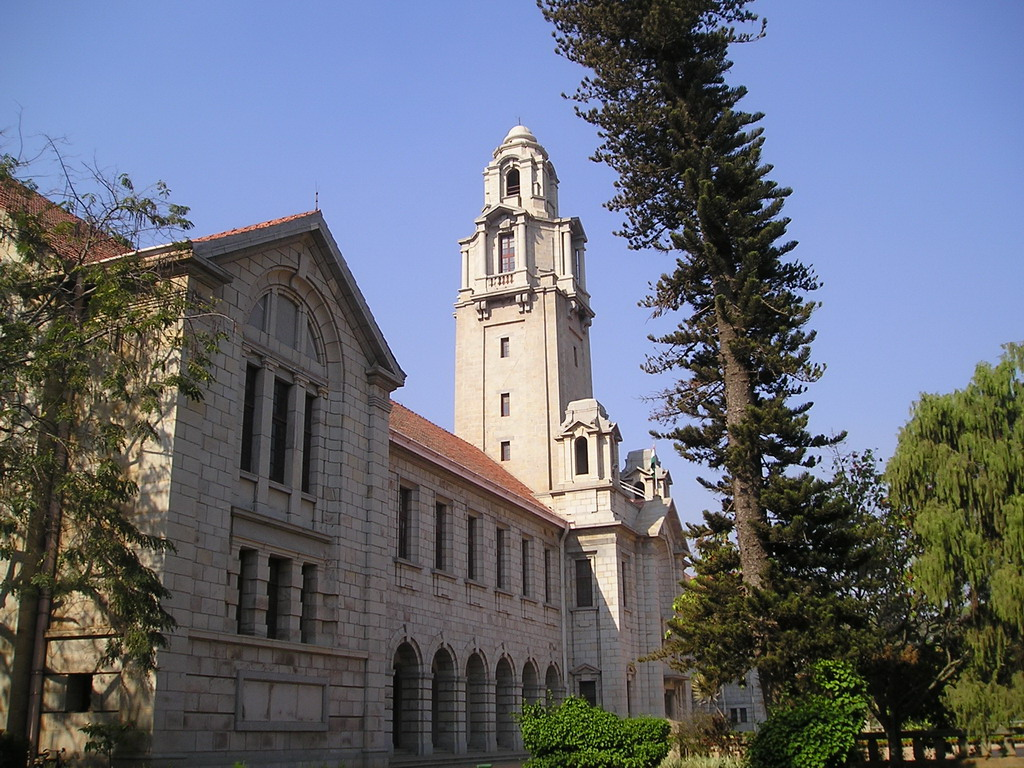
موسسه دانش هند، بنگلور

مؤسسه دانش هند (انگلیسی: Indian Institute of Science) یک دانشگاه تحصیلات عالی سراسری در بنگلور هند است.

## رنکینگ
در رتبه‌بندی دانشگاه‌های جهان QS در سال ۲۰۲۰ دانشگاه موسسه دانش هند در رده ۱۸۴دنیا قرار گرفته‌است. همچنین در رتبه‌بندی مؤسسه تایمز در سال ۲۰۲۰ این دانشگاه رتبه ۳۵۰-۳۰۱ را در بین دانشگاه‌های جهان از آن خود کرده‌است.

## دانشکده ها
دانشکده های این دانشگاه شامل :
- دانشکده علوم زیستی
- دانشکده علوم شیمیایی
- دانشکده برق، الکترونیک، علوم کامپیوتر
- علوم مکانیک
- علوم فیزیک و ریاضیات